# Gegentaler Gangzug
Der nördlich von Lautenthal im Harz verlaufende, auf 18 km Länge bekannte, Gegentaler Gangzug, früher auch Gegenthaler-Wittenberger Zug genannt, war vor allem Gegenstand eines Bergbaus auf Eisenstein westlich des Innerstetales, aber auch auf Nichteisenmetalle im Ochsental, am Schweinerücken und im Heimbergtal. Die zu den Oberharzer Erzgängen zählende Gangstörung gliedert sich in den Gegentaler, Hahnentaler, Ochsentaler, Romkerkopf- und Birkentaler Gang. Während im Allgemeinen alle Erzgänge nördlich des Lautenthaler Gangzuges hinsichtlich ihrer Führung an Bunt-, Schwer- und Edelmetallen als wirtschaftlich uninteressant galten, gab es ältere Berichte, die auf bauwürdige Kupfererze hindeuteten. Dieses und die Hypothese, dass die bislang abgebauten Brauneisenerze aus Zementationsprozessen von Kupfererzen herrühren könnten, war der Anlass eines ehrgeizigen Schachtbauprojekts während der Zeit des nationalsozialistischen Vierjahresplanes ab 1935.

## Verlauf (projiziert auf die Tagesoberfläche)

### Gegentaler Gang
Verlauf westlich der Anscharung mit dem Hildesheimer-Tal-Gang am Bierweg bei Neuekrug nicht bekannt.
Verlauf durch das Rödertal – Hundsrücken – Gegentalskopf (Anscharung mit dem vom Gläsernen Berg kommenden Gläsernen Gang) – Schwarzenberg (Anscharung mit dem Hahnentaler Gang) – Wittenberg (Anscharung mit dem Weiße Hirscher Gangzug) – Heimbergstal (Anscharung mit dem Steigertaler Gangzug) – Borberg (ab hier als Ochsentaler Gang bezeichnet) – Altarklippen – Hirschbocksgrund – Langeweth – Glockenberg (Anscharung mit dem Schleifsteintaler Gangzug, Fortsetzung wieder als Gegentaler Gang) – Großer Schleifsteinsberg – Heiligenberg – Dicke Bramke – Großes Birkental (Aufblätterung in den Romkerkopf-Gang und Birkentaler Gang).

### Hahnentaler Gang
Der Verlauf ist im Westen bis fast an die westliche Harzrandstörung nachgewiesen. Schweinsrücken (Anscharung mit dem Taternberger Gang) – Hahnenkopf – Hohestein – Schwarzenberg (Anscharung an den Gegentaler Gang).

### Romkerkopf-Gang
Aufblätterung des Gegentaler Ganges im Großen Birkental – Romkerhaller Wasserfall – Romkerkopf – Weiterer Verlauf im Romkertal nicht dokumentiert.

### Birkentaler Gang
Aufblätterung des Gegentaler Ganges im Großen Birkental – Ahrendsberger Klippen – Steffentalskopf. Dahinter östlicher Verlauf nicht bekannt.

## Paragenese, Besonderheiten
Die bekannte Erzfüllung bestand aus bis zu 20 Meter mächtigen Brauneisensteintrümern. Daneben traten auch andere Eisen- und Manganoxide auf, zum Beispiel Hämatit und Goethit. Westlich der Innerste wurden spärliche Chalkopyrit-, Pyrit-, Galenit- und Sphaleritvererzungen angetroffen. Gangarten waren Quarz, verquarzte Brekzien und Calcit.

## Aufschlüsse
Am Schweinerücken (Hahnentaler Gang) ist der Zechsteinkalk metasomatisch bis zu vier Meter mächtig in Brauneisenstein umgebildet. Die Trasse der ehemaligen Innerstetalbahn hat den dort quarzführenden Gangzug angeschnitten. Der Aufschluss im Radaustollen (Romkerkopf-Gang) wurde betoniert.

## Bergbaugeschichtlicher Überblick
Der Bergbau auf Eisenerze erfolgte insbesondere im Zeitraum 1830 bis 1925 westlich der heutigen Innerstetalsperre. Am bedeutendsten war der rund 1.200 Meter lange Friederikenstollen. Die gewonnenen Erze wurden bis ins Ruhrgebiet zum Hörder Bergwerks- und Hütten-Verein verschickt. Wirtschaftlich interessant war der recht hohe Mangangehalt im Roherz. Der Eisengehalt betrug durchschnittlich 46,4 %. In diesem Revier gab es von je her Schwierigkeiten mit hohen Wasserzuflüssen, weshalb der Abbau schließlich vorerst zum Erliegen kam. Von 1937 bis 1945 wurde ein erneuter Aufschluss mit dem Abteufen des Gegentalschachtes durch die Preussag AG versucht, allerdings war man nunmehr auf der Suche nach Buntmetallerzen. Erwartungsgemäß kam es zu Wasserhaltungsschwierigkeiten und der Gangzug wurde nur Siderit führend angefahren. Der 212 Meter tiefe Schacht ersoff 1942 nach Einstellung der Wasserhaltung und wurde 1945 endgültig aufgegeben. Aus der Schachtröhre entnimmt die Stadt Langelsheim heute Trinkwasser. Im östlicheren Verlauf des Gegentaler Gangzuges ist vor allem die Grube König David am Borberg bekannt, wo Ende des 18. Jahrhunderts Kupferkies, Bleiglanz und Zinkblende gewonnen wurde und die Grube St. Anna im Ochsental (18./19. Jahrhundert).